# Isländische Eishockeyliga 2011/12
Die Saison 2011/12 war die 21. Spielzeit der isländischen Eishockeyliga, der höchsten isländischen Eishockeyspielklasse. Meister wurde zum ersten Mal in der Vereinsgeschichte überhaupt Ísknattleiksfélagið Björninn.

## Modus
In der Hauptrunde absolvierten die fünf Mannschaften jeweils 16 Spiele. Die beiden bestplatzierten Mannschaften qualifizierten sich für das Meisterschaftsfinale. Für einen Sieg nach regulärer Spielzeit erhielt jede Mannschaft drei Punkte, für einen Sieg nach Overtime zwei Punkte, bei einer Niederlage nach Overtime gab es einen Punkt und bei einer Niederlage nach regulärer Spielzeit null Punkte.

## Hauptrunde

### Tabelle
|    | Klub                         | Sp | S  | OTS | OTN | N  | Tore   | Punkte |
| -- | ---------------------------- | -- | -- | --- | --- | -- | ------ | ------ |
| 1. | Skautafélag Reykjavíkur      | 16 | 12 | 2   | 1   | 1  | 109:55 | 41     |
| 2. | Ísknattleiksfélagið Björninn | 16 | 10 | 0   | 2   | 4  | 97:56  | 36     |
| 3. | SA Vikingar                  | 16 | 9  | 1   | 0   | 6  | 104:46 | 17     |
| 4. | SA Jötnar                    | 16 | 3  | 1   | 1   | 11 | 46:125 | 14     |
| 5. | Hunar (Björninn II)          | 16 | 2  | 0   | 0   | 14 | 53:122 | 14     |

Sp = Spiele, S = Siege, U = unentschieden, N = Niederlagen, OTS = Overtime-Siege, OTN = Overtime-Niederlage, SOS = Penalty-Siege, SON = Penalty-Niederlage

### Finale
- Skautafélag Reykjavíkur – Ísknattleiksfélagið Björninn 2:3 Siege